# 次田香澄
次田 香澄（男性、つぎた かすみ、1913年〈大正2年〉10月26日 - 1997年〈平成9年〉12月12日）は、日本の日本文学者。専門は中世文学。
旧制静岡高等学校を経て、1936年（昭和11年）に東京帝国大学文学部国文学科を卒業。1961年（昭和36年）「玉葉和歌集・風雅和歌集の研究」で東洋大学より文学博士の学位を取得。二松學舍大学教授を経て、大東文化大学教授。中世和歌・女流日記などを研究した。

## 著書
- 『玉葉集 風雅集攷』 笠間書院、2004.10。岩佐美代子編

## 編注
- 列聖御製集 明治書院、1944
- 玉葉和歌集 京極為兼 校訂 岩波文庫、1944、復刊1989
- とはずがたり 中院雅忠女 朝日新聞社、1966、新版1983 (日本古典全書)
- 風雅和歌集 三弥井書店、1974、新版1985 (中世の文学)。岩佐美代子と校註
- うた丶ね 校注 阿仏尼 笠間書院、1975、新版2007
- うた丶ね 本文および索引  笠間書院、1976（笠間索引叢刊）。酒井憲二と共編
- うたたね 全訳注 講談社学術文庫、1978
- とはずがたり 校注 明治書院、1981、新版2003（校注古典叢書）
- とはずがたり 全訳注 後深草院二条（久我雅忠女） 講談社学術文庫（上下）、1987